# 裁ち落とし
裁ち落とし（たちおとし）もしくは断ち落とし（たちおとし）とは、紙や布などの周辺にある不要部分を刃物で切り分け、目的の大きさ、形状に加工すること。または、切り分けられて不要となる部分。業界により、意味や用法が異なる。

## 製本、紙器、紙加工
製本、紙器、紙加工業界では、主に油圧作動などのギロチン式断裁機を使って、本や紙器材料となる紙を裁断加工する作業のことを裁ち（断ち）と称する。裁ちによって切り落とす作業は、裁ち落としともいい、また、断ちによって不要となった部分を裁ち落としという。

## 製紙
製紙や古紙回収業界では、製本、紙器業界で雑誌などの印刷物を裁断したり、段ボール箱や封筒などを製造するために材料を型抜きや裁断によって出た不要部分を指す。裁落（さいらく）ともいう。産業古紙の一種で、英語ではclippingと称する。回収して、買い取り、材質ごとに異なる紙、板紙の原料として利用する。段ボールの裁ち落としは、段ボール古紙とともに、段ボール原紙の原料として使い、印刷物の裁ち落としは雑誌古紙などとともに脱墨して、チップボールなどの板紙原料として使うことが多い。段ボールの裁ち落としには、箱に加工する際に用いる接着剤やインクが付着していないため、段ボール箱を回収してきたものよりも良質の古紙とされる。

## アパレル
アパレル、縫製業界では、服装を作るための生地を鋏や立体裁断機などの機械で切った不要部分を裁ち落としという。他に裁断残布（さいだんざんぷ）、残反（ざんたん）、裁落屑（さいらくくず）などの呼び方がある。材質や大きさによってはパッチワーク、ぬいぐるみの材料、ウエス、製紙原料などに使うが、総じてリサイクル率は低く、産業ごみとして焼却されることが多い。

## 出版
出版の用語では、画像や図柄、平網、パターンなどを仕上がりサイズいっぱいに扱うことを指す。裁ち切り（断ち切り・タチキリ）ともいう。
通常の印刷物を裁ち落としとするには、仕上がり（断裁）の線から外側に3mmの塗り足し幅（ドブ）を設けて、その領域まで画像や平網など配置する。仕上がり線の外側は切り落とされる不必要な部分であるが、裁ち落としとする場合の仕上がりをきれいに見せるために、断裁時に生じる誤差などを補う役目を果たす。一般的に裁ち落としのための塗り足し幅（ドブ）は3mm程度とされ、印刷工程で用いられる版下台紙や、DTPで用いる印刷用デザインソフトで描かれるコーナートンボ（角トンボ）は、仕上がり線のアタリを示す内トンボと、製版線（塗り足し幅領域）のアタリを示す外トンボの間隔がこれに近い。但し、特殊な用紙や印刷手法によるもの、巻頭巻末と中央の見開きのページサイズが異なる中綴じ本などの印刷の場合はこの限りではない。
本の部位の天、小口、地を総称して「たちおとし（たちきり）」と呼称することがあるが、断裁ではない本もあるため構造部位の名称と捉えるのは間違いで、製本段階で断裁加工をした部分という意味である。

## 製版、印刷
主に出版の事業所では、営業販売・企画デザインが、印刷物が裁ち落とされた最終的な仕上がり状態を指すのに対し、DTP（製版）、印刷の現場では、裁ち落としにするための塗り足し領域を指す場合が多い。ブリードともいう。